# علی‌اکبر سیاسی
علی‌اکبر سیاسی (۱۲۷۴–۱۳۶۹)، روان‌شناس، مؤلف، سیاستمدار، مؤسس و رئیس دانشگاه تهران از ۱۳۲۱ تا ۱۳۳۳، و چند بار وزیر در دولت ایران بود.

## زندگی
علی‌اکبر سیاسی در سال ۱۲۷۴ خورشیدی در تهران در محله بازارچه مهدی موش (که از نام مهدی موش گرفته شده است)، به دنیا آمد. تحصیلات ابتدایی را در مکتب‌خانه و بعد در مدرسه خرد و مدرسه سلطانی انجام داد. سپس وارد مدرسه سیاسی شد. با گذراندن امتحان جزو دانشجویانی شد که به خرج دولت ایران برای ادامه تحصیل به اروپا اعزام می‌شدند. او در گروهی از ۲۳ نفر دانشجو به سرپرستی مسیو ریشار خان به پاریس رفت و پس از مدتی در دانشگاه روآن به تحصیل پرداخت. در همان زمان نام خانوادگی سیاسی را با اشاره به دوره تحصیلش در مدرسه سیاسی تهران برگزید.
به سبب درگیری جنگ جهانی اول، سیاسی ناچار به بازگشت به ایران شد و در دارالفنون و مدرسه علوم سیاسی به تدریس پرداخت. در همین دوره انجمن ایران جوان را تأسیس کرد. در ۱۳۰۶ دوباره به فرانسه رفت و در دانشگاه سوربن به ادامه تحصیل در رشته روان‌شناسی پرداخت. در سال ۱۳۰۹ موفق به دریافت درجه دکتری شد. رساله دکترای او با عنوان ایران در تماس با مغرب‌زمین جایزه‌ای از آکادمی فرانسه دریافت کرد.

## تأسیس دانشگاه تهران
علی‌اکبر سیاسی سپس در سال ۱۳۱۰ به ایران بازگشت و به ریاست اداره تعلیمات عالیه در وزارت معارف منصوب شد. با روشن ملک دختر صمصام‌الملک بیات ازدواج کرد. در تدوین قانون تأسیس دانشگاه تهران شرکت کرد و پس از تأسیس دانشگاه از اداره تعلیمات عالیه استعفا داد و به تدریس در دانشکده ادبیات پرداخت.
با پایان جنگ جهانی دوم و خروج نیروهای آمریکایی از تأسیساتی که در امیرآباد تهران داشتند، سیاسی آن تأسیسات را از دولت برای دانشگاه تهران گرفت و کوی دانشگاه تهران پایه‌گذاری شد. در کتابی که سیاسی با عنوان گزارش یک زندگی نوشته، نامی از محمود حسابی به عنوان کسی که در تأسیس دانشگاه تهران نقش داشته نبرده و نوشته که حسابی در دهه ۱۳۲۰ برای کسب کرسی ریاست دانشگاه تهران هر چقدر توانسته علیه او توطئه کرده است.

## استقلال دانشگاه تهران

دکتر سیاسی در ۱۸ امرداد ۱۳۲۱ به عنوان وزیر فرهنگ کابینه قوام‌السلطنه به مجلس شورای ملی معرفی شد. تا آن زمان دانشگاه تهران زیر نظر وزارت فرهنگ اداره می‌شد و مانند یکی از اداره‌های این وزارت بود. ریاست دانشگاه نیز با وزیر فرهنگ بود. سیاسی با پیگیری سعی در مستقل کردن دانشگاه تهران از وزارت فرهنگ کرد و بالاخره در پانزدهم بهمن ۱۳۲۱ استقلال دانشگاه را در مراسمی که با حضور محمدرضا شاه و ملکه فوزیه برای سالگرد تأسیس دانشگاه برپا شده بود، اعلام کرد.
بر اساس طرح استقلال دانشگاه، انتخاب رئیس دانشگاه به عهده شورای دانشگاه تهران بود. نخستین شورای دانشگاه تهران با اکثریت آرا سیاسی را به ریاست برگزید. پیش از ریاست او بر دانشگاه تهران این دانشگاه جزو وزارت فرهنگ بود و استقلال نداشت و از این نظر او نخستین رئیس دانشگاه تهران به‌شمار می‌رود.

## آموزش و پرورش اجباری
علی سهیلی که پس از قوام‌السلطنه در بهمن ۱۳۲۱ دولت تشکیل داد، دکتر سیاسی را در وزارت فرهنگ نگاه داشت. او در این دوره از وزارتش، لایحه «آموزش و پرورش اجباری و مجانی» را در ششم امرداد ۱۳۲۲ به تصویب مجلس شورای ملی رساند و دولت موظف شد ظرف ده سال، آموزش دبستان را در سراسر کشور همگانی و اجباری و مجانی کند.
لایحه‌ای که دکتر سیاسی برای اجباری کردن آموزش و پرورش به مجلس داد، سخت‌گیرانه تر از آن چیزی بود که در نهایت به تصویب رسید. او برای والدینی که فرزندانشان را به مدرسه نگذارند، مجازات زندان همراه با جریمه نقدی سنگین در نظر گرفته بود اما مجلس این مجازات را حذف کرد و سپس به لایحه رأی داد.
دکتر سیاسی برای عملی کردن همگانی کردن آموزش دبستانی، از میان کسانی که گواهینامه پایان تحصیلات شش ساله ابتدائی را داشتند، دست به استخدام زد تا پس از دیدن دوره‌ای یک تا دو ساله به آموزگاری در دبستان‌ها بپردازند و نیاز کشور را به آموزگار که دانشسراهای مقدماتی کفاف تأمینش را نمی‌دادند، برآورده کند.
دکتر سیاسی پیش از آنکه در اواخر ۱۳۲۲ کابینه سهیلی سقوط کند، از وزارت کناره گرفت. در کابینهٔ محمد ساعد وزیر امور خارجه شد و در کابینهٔ برادر همسرش سهام‌السلطان بیات سمت وزیر مشاور داشت. او با هیئت نمایندگی ایران به سان فرانسیسکو رفت و در تدوین و تصویب منشور سازمان ملل متحد شرکت داشت.
در ۶ دی ۱۳۲۶ دکتر سیاسی در کابینه حکیم‌الملک بار دیگر به عنوان وزیر فرهنگ به مجلس معرفی شد. پس از تیراندازی به شاه در دانشگاه تهران در ۱۵ بهمن سال ۱۳۲۷ سیاسی در مقابل درخواست اخراج استادانی که به حزب توده وابسته بودند ایستادگی کرد. در ۱۶ آذر ۱۳۳۲ سه دانشجوی دانشگاه تهران در تظاهراتی که همزمان با ورود ریچارد نیکسون به تهران رخ داد، با تیراندازی سربازان ارتش کشته شدند. سیاسی به ملاقات شاه رفت و به این رفتار اعتراض کرد.
با تصویب لایحه قرارداد کنسرسیوم دوازده نفر از استادان دانشگاه تهران به همراه عده‌ای دیگر از فعالان سیاسی ایران اعلامیه‌ای را بر ضد این قرارداد و کودتای ۲۸ مرداد امضا و منتشر کردند. شاه از سیاسی خواست که این استادان را از دانشگاه اخراج کند. سیاسی در برابر این درخواست نیز مقاومت کرد.
پس از این ایستادگی‌ها مجلس شورای ملی قانونی را تصویب کرد که طبق آن برای انتخاب رئیس دانشگاه تهران بجای اینکه شورای دانشگاه رئیس را انتخاب کند سه نفر را پیشنهاد می‌کند و وزارت فرهنگ یکی را برمی‌گزیند. در جلسه شورای دانشگاه سه نفر معرفی شدند و منوچهر اقبال بجای سیاسی به ریاست دانشگاه تهران برگزیده شد.

## مرگ
علی‌اکبر سیاسی در سال ۱۳۶۹ در سن ۹۵ سالگی درگذشت و در قبرستان نو در شهر قم به خاک سپرده شد.

## آثار
- علم‌النفس یا روان‌شناسی از نظر تربیت (۱۳۱۷)
- گزارش یک زندگی (ج ۱، ۱۳۶۶)
- اصول روان‌شناسی (۱۳۱۷)
- دو ماه در پاریس یا از یونسکو تا برلن (۱۳۲۹)
- روان‌شناسی پرورشی (۱۳۲۰)
- روان‌شناسی جنایی (۱۳۴۲)
- علم و اخلاق (۱۳۳۶)
- علم النفس ابن سینا و تطبیق آن با روان‌شناسی جدید (۱۳۳۳)
- مبانی روانکاوی: مبانی فلسفه (۱۳۶۶)
- منطق و روان‌شناسی (۱۳۳۶)
- منطق و فلسفه (۱۳۳۷)
- هوش و خرد (۱۳۴۱)